# Cortină

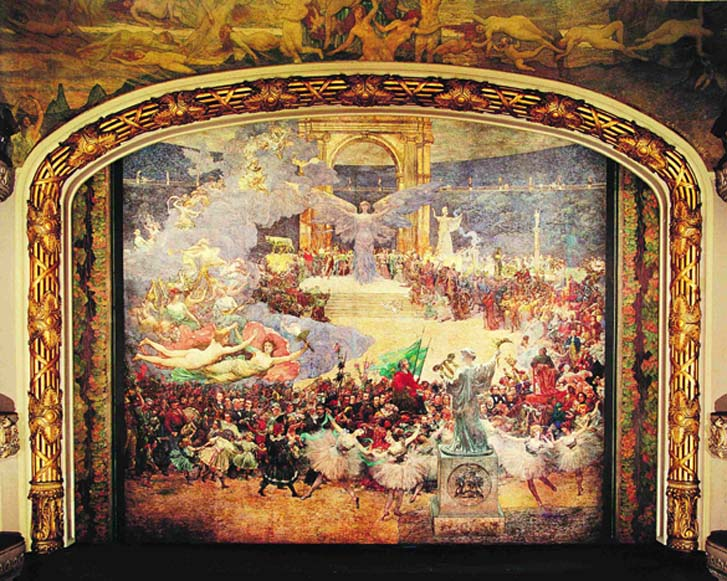
Cortina de la Theatro Municipal do Rio de Janeiro pictată de Eliseu Visconti (1908).

O cortină este o perdea groasă din stofă, catifea, bumbac sau in, cu falduri, care separă scena de restul unei săli de spectacol.
De obicei, cortina este ridicată la începutul unui spectacol pentru a descoperi scena și este coborâtă la sfârșitul unui spectacol. Materialul obișnuit din care se confecționează cortina este velurul, care este cusut adesea cu multe falduri pentru a crea un aspect mai opulent.:49

## Tipuri
Există mai multe tipuri de cortine, care variază în funcție de modul de confecționare, de modul de folosire și de costuri. Cortina poate fi întinsă sau atârnată și poate avea o țesătură plată sau plisată. Unele tipuri se deschid ridicându-se în spațiul aflat deasupra scenei, alte tipuri se deplasează pe orizontală sau sunt ridicate pe verticală, se adună în partea de sus a scenei și nu necesită un spațiu suplimentar. Unele necesită un mecanism mecanic de acționare, în timp ce altele pot fi acționate de o persoană prin tragerea unei sfori sau direct a cortinei.

## Imagini pictate sau proiectate pe cortină
În unele cazuri, clădirile vechi sau moderne ale teatrelor și operelor conțin cortine cu imagini pictate sau imprimate pe partea din față, cu scopul de a accentua sau de a completa tema stilistică a teatrului. Imaginile proiectate pe cortină de sistemul de iluminat al sălii pot crea un efect similar sau reprezenta imagini relevante pentru producție, scoțând în evidență cortina.

## Galerie

Ridicarea și coborârea unei cortine austriece
O cortină din pânză pictată care este ridicată și coborâtă
O cortină trasă în plan orizontal